# あの空を忘れない (中西圭三の曲)
「あの空を忘れない」（あのそらをわすれない）は、中西圭三の6枚目のシングル。7枚目のシングル「君のいる星」と同日発売された。

## タイアップ
「あの空を忘れない」はテレビ朝日系「'92FIVBワールドスーパー4バレー」メインテーマソングに使用された。

## 収録曲
全作詞：売野雅勇／全編曲：小西貴雄
1. あの空を忘れない
  - 作曲：中西圭三
2. Tiny Planet
  - 作曲：中西圭三・小西貴雄